# Europastraße 51
Die Europastraße 51 (E 51) erstreckt sich in nord-südlicher Richtung durch die Bundesrepublik Deutschland. Ihr Verlauf ist über weite Strecken identisch mit der A 9.
Die E 51 beginnt am Berliner Dreieck Funkturm zwischen A 115 und A 100. Sie führt dann auf der Strecke der A 115 in südwestlicher Richtung Berliner Ring (Dreieck Nuthetal) mit der A 10. Einen kurzen Streckenabschnitt teilt sich die E 51 dann mit den Europastraßen 30 und 55.
Am Autobahndreieck Potsdam wird die E 51 dann auf die A 9 geführt. In südlicher Richtung werden jetzt folgende Orte berührt:
- Dessau-Roßlau
- Halle (Saale)
  - Ab dem Schkeuditzer Kreuz wird die Strecke mit der Europastraße 49 geteilt
- Leipzig
  - Am Hermsdorfer Kreuz (Richtung Gera, A 4) wird die Strecke der Europastraße 40 passiert
- Schleiz
  - Über die Bundesstraße 282 verlässt hier die Europastraße 49 die gemeinsame Route
- Hof
  - Am Dreieck Bayerisches Vogtland beginnt die Europastraße 441
- Bayreuth.

Am Kreuz Nürnberg kreuzen die Europastraße 45 und die Europastraße 56. Hier endet die Europastraße 51.